# Gonzalo Bueno
Gonzalo Bueno (ur. 3 kwietnia 2004 w Trujillo) – peruwiański tenisista.

## Kariera tenisowa
W 2018 zadebiutował w cyklu ITF Men’s Circuit, a w 2021 w turnieju głównym ATP Challenger Tour.
Startując w rozgrywkach juniorów, Gonzalo Bueno w 2023 roku osiągnął finał French Open w grze podwójnej chłopców grając w parze z Ignacio Buse. W finałowym meczu przegrali z Litwinem Edasem Butvilasem i Chorwatem Milim Poljičakiem.
W rankingu gry pojedynczej najwyżej był na 374. miejscu (17 lipca 2023), a w zestawieniu gry podwójnej na 407. pozycji (11 września 2023).

### Finały juniorskich turniejów wielkoszlemowych

#### Gra podwójna (0–1)
| Końcowy wynik | Nr | Data           | Turniej            | Nawierzchnia | Partner      | Przeciwnicy                 | Wynik finału |
| ------------- | -- | -------------- | ------------------ | ------------ | ------------ | --------------------------- | ------------ |
| Finalista     | 1. | 4 czerwca 2022 | French Open, Paryż | Ceglana      | Ignacio Buse | Edas Butvilas Mili Poljičak | 4:6, 0:6     |